# Ernst Wilhelm Eberhard Eck
Ernst Wilhelm Eberhard Eck, född 21 augusti 1838 i Berlin, död där 6 januari 1901, var en tysk jurist.
Eck blev 1866 privatdocent i Berlin, 1871 e.o. professor, 1872 ordinarie professor i Giessen, 1873 i Halle an der Saale, 1877 i Breslau och 1881 i Berlin. Han var högt ansedd både som lärare och vetenskaplig författare och publicerade 1893 sitt kritiska föredrag över de nyligen bortgångna juristerna Bernhard Windscheid och Rudolf von Jhering, hållet hos Juristischen Gesellschaft i Berlin. År 1898 påbörjade han utgivningen av Vorträge über das Recht des Bürgerlichen Gesetzbuches, som efter hans död fullföljdes av hans lärjunge Rudolf Leonhard (I–III, 1903–04).